# Wijken en buurten in Lochem
De Nederlandse gemeente Lochem is voor statistische doeleinden onderverdeeld in wijken en buurten. De gemeente is verdeeld in de volgende statistische wijken:
- Wijk 00 Lochem kern (CBS-wijkcode:026200)
- Wijk 01 Lochem buitengebied (CBS-wijkcode:026201)
- Wijk 02 Laren (CBS-wijkcode:026202)
- Wijk 03 Barchem (CBS-wijkcode:026203)
- Wijk 04 Gorssel (CBS-wijkcode:026204)
- Wijk 05 Almen-Harfsen (CBS-wijkcode:026205)

Een statistische wijk kan bestaan uit meerdere buurten. Onderstaande tabel geeft de buurtindeling met kentallen volgens het Centraal Bureau voor de Statistiek (2008):
| CBS-buurtcode | Buurtnaam                                            | Inwonertal | Opp. totaal (ha) | Opp. land (ha) | Ligging                |
| ------------- | ---------------------------------------------------- | ---------- | ---------------- | -------------- | ---------------------- |
| BU02620000    | Vesting                                              | 750        | 13               | 13             | Locatie in de gemeente |
| BU02620001    | Zuiderenk                                            | 3780       | 69               | 69             | Locatie in de gemeente |
| BU02620002    | Lochem-Zuid                                          | 970        | 78               | 78             | Locatie in de gemeente |
| BU02620003    | Lochem-Oost                                          | 2450       | 103              | 101            | Locatie in de gemeente |
| BU02620004    | Lochem-West                                          | 2130       | 78               | 78             | Locatie in de gemeente |
| BU02620005    | Lochem-Noord                                         | 710        | 178              | 153            | Locatie in de gemeente |
| BU02620006    | Molengronden                                         | 1520       | 58               | 56             | Locatie in de gemeente |
| BU02620100    | Zwiep                                                | 60         | 33               | 33             | Locatie in de gemeente |
| BU02620106    | Verspreide huizen Het Veen en Grote Veld             | 330        | 780              | 779            | Locatie in de gemeente |
| BU02620107    | Verspreide huizen Klein Dochteren                    | 300        | 1170             | 1149           | Locatie in de gemeente |
| BU02620108    | Verspreide huizen Ampsen                             | 240        | 1075             | 1075           | Locatie in de gemeente |
| BU02620109    | Verspreide huizen Nettelhorst, Langen en Zwiep       | 420        | 1305             | 1270           | Locatie in de gemeente |
| BU02620200    | Laren                                                | 1580       | 87               | 87             | Locatie in de gemeente |
| BU02620201    | Exel                                                 | 150        | 9                | 9              | Locatie in de gemeente |
| BU02620205    | Verspreide huizen Groot Dochteren                    | 340        | 685              | 672            | Locatie in de gemeente |
| BU02620206    | Verspreide huizen Oolde                              | 600        | 1191             | 1189           | Locatie in de gemeente |
| BU02620207    | Verspreide huizen Verwolde                           | 1020       | 2695             | 2690           | Locatie in de gemeente |
| BU02620208    | Verspreide huizen Exel                               | 230        | 676              | 676            | Locatie in de gemeente |
| BU02620209    | Exel Tol                                             | 40         | 42               | 42             | Locatie in de gemeente |
| BU02620300    | Barchem                                              | 930        | 56               | 56             | Locatie in de gemeente |
| BU02620307    | Verspreide huizen Lochemseweg                        | 160        | 417              | 417            | Locatie in de gemeente |
| BU02620308    | Verspreide huizen Zwarte Veen en Barchemse Enk       | 360        | 1036             | 1036           | Locatie in de gemeente |
| BU02620309    | Verspreide huizen Boschheurne en Zwiepschebroek      | 340        | 1060             | 1057           | Locatie in de gemeente |
| BU02620400    | Gorssel                                              | 3400       | 273              | 273            | Locatie in de gemeente |
| BU02620401    | Eefde                                                | 3180       | 219              | 216            | Locatie in de gemeente |
| BU02620402    | Epse                                                 | 1440       | 147              | 146            | Locatie in de gemeente |
| BU02620406    | Verspreide huizen Joppe                              | 430        | 720              | 720            | Locatie in de gemeente |
| BU02620407    | Verspreide huizen Gorssel                            | 450        | 945              | 894            | Locatie in de gemeente |
| BU02620408    | Verspreide huizen Epse                               | 500        | 736              | 720            | Locatie in de gemeente |
| BU02620409    | Verspreide huizen Eefde                              | 1050       | 1206             | 1168           | Locatie in de gemeente |
| BU02620500    | Almen                                                | 730        | 107              | 99             | Locatie in de gemeente |
| BU02620501    | Harfsen                                              | 780        | 32               | 32             | Locatie in de gemeente |
| BU02620506    | Verspreide huizen Almen ten zuiden van Twentekanaal  | 250        | 790              | 777            | Locatie in de gemeente |
| BU02620507    | Verspreide huizen Almen ten noorden van Twentekanaal | 210        | 511              | 487            | Locatie in de gemeente |
| BU02620508    | Verspreide huizen Harfsen                            | 940        | 2110             | 2106           | Locatie in de gemeente |
| BU02620509    | Verspreide huizen Kring van Dorth                    | 280        | 912              | 907            | Locatie in de gemeente |